# Archaeoceratopsidae
Los arquoceratópsidos (Archaeoceratopsidae) son un familia de dinosaurios marginocéfalos ceratopsianos, que vivieron en el Cretácico inferior, en lo que hoy es China.